# Terebra adamsii
Terebra adamsii é uma espécie de gastrópode do gênero Terebra, pertencente a família Terebridae.